# باشگاه فوتبال آرنتیرو
باشگاه فوتبال آرنتیرو (به اسپانیایی: Club Deportivo Arenteiro) یک باشگاه فوتبال اسپانیایی است که در سال ۱۹۵۸ در شهر ا کاربایینیو گالیسیا تأسیس شد. این باشگاه در پریمرا فدراسیون بازی‌ می‌کند و بازی‌های خانگی خود را در ورزشگاه ۴٬۵۰۰ نفره اسپینیدو میزبانی می‌کند.
بین سال‌های ۱۹۹۰ و ۲۰۰۵، این باشگاه به نام اُ کاربایینیو شناخته می‌شد.